# Tecnologia de produção otimizada
O sistema de Tecnologia de Produção Otimizada (em ingles, OPT - Optimized Production Technology), foca em um objetivo comum a todas as empresas do atual mundo capitalista: fazer dinheiro. Tomando por base este princípio, os indicadores financeiros passam a ser considerados de grande importancia para a análise do sistema. São eles: Lucro líquido, Retorno sobre investimento, e Fluxo de caixa.
Anteriormente aos indicadores financeiros, ocorre ainda, uma necessidade de bom desenvolvimento de outros tres indicadores operacionais que terão influencia direta nos indicadores financeiros. Os indicadores operacionais são:
Taxa de produção de produtos: O sistema OPT tem como um de seus pilares, a taxa de produção da empresa, a qual é desnecessária quando não se tem mercado. Dessa forma, o OPT releva a importancia da junção das áreas de Produção, Marketing e Vendas, para obter o melhor resultado para a empresa, da relação Produção X Mercado.
Inventário: Para o sistema em questão, o inventário é visto com uma aplicação de dinheiro em bens, e que mais tarde será revertido em lucro, através de sua venda. No inventário, custos como Mão-de-obra, Custos indiretos, e administrativos, não são inclusos.
Custos Operacionais: Esses custos revelam o quanto foi o gasto no processo de transformação do inventário, para taxa de produção. Alguns custos inclusos são: Mão-de-obra direta e indireta, eletricidade.
Esses indicadores estão diretamente ligados aos indicadores financeiros. Exemplo: Se uma empresa obtiver aumento da taxa de produção mantendo os outros custos operacionais constantes, consequentemente, aumentará os 3 indicadores financeiros citados anteriormente.
Outro problema tratado pelo OPT, são os gargalos da produção, que podem ser máquinas, pessoas, tempo. O OPT busca a melhoria desses gargalos e procura não despender muito esforço e tempo em locais que não são considerados gargalos para a produção. O OPT não é uma forma alternativa ao MRP, mas sim, um complemento, já que são possíveis de utilizarem juntos. A programação do MRP nos locais considerados não-gargalos, pode ser feita de modo mais simples, se utilizado métodos do OPT.
O OPT pode ser melhor elaborado e utilizado em linhas de produção muito complexas e que apresentam grande número de estações de trabalho. Em locais aonde a fábrica, como um todo, é vista como apenas uma unidade de produção, os indicadores de desempenho operacional são mais utilizados na gestão da programação.